# Gutachten zu den Pflichten von Staaten im Hinblick auf den Klimawandel
Das Gutachten zu den Pflichten von Staaten im Hinblick auf den Klimawandel (englisch obligations of states in respect of climate change, französisch obligations des états en matière de changement climatique) ist ein am 23. Juli 2025 veröffentlichtes, nicht bindendes Rechtsgutachten (englisch advisory opinion, französisch avis consultatif) des Internationalen Gerichtshofs (IGH) mit Sitz in Den Haag zu den völkerrechtlichen Verpflichtungen zum Schutz des Klimasystems und anderer Teile der Erde vor dem Klimawandel, die sich etwa aus der UN-Klimarahmenkonvention, dem Übereinkommen von Paris, der Allgemeinen Erklärung der Menschenrechte und anderen internationalen Übereinkommen ergeben. 

## Geschichte und Verfahren
Aus einer Initiative von 27 Jura-Studierenden der Universität des Südpazifik im Jahr 2019 erwuchs eine nationale und später internationale Kampagne, um Klimaschutz und Menschenrechte bis vor den Internationalen Gerichtshof (IGH) zu bringen.
Ihr Ziel war die Feststellung, was Staaten nach internationalem Recht für den Klimaschutz tun müssen.
Formal war es die Regierung des südpazifischen Inselstaates Vanuatu, die letztlich auch den Antrag in der UN-Generalversammlung stellte. Dabei konnte sie sich auf Unterstützung durch die Studierenden mehrerer Inselstaaten, aus der Bevölkerung und auf internationale Solidarität stützen. Vanuatu und seine Bevölkerung sind durch den steigenden Meeresspiegel wie auch zunehmende schwerste Stürme unmittelbar von Folgen des Klimawandels bedroht. Die UN-Resolution zur Erstellung des Gutachtens und Klärung zentraler Fragen durch den IGH unterstützten im Jahr 2023 am Ende 105 Staaten, bei der Abstimmung gab es keine Gegenstimme.
Den Antrag zur Erstattung des Gutachtens stellte die Generalversammlung der Vereinten Nationen am 29. März 2023 (A/RES/77/276) auf Initiative des Pazifikstaats Vanuatu.

## Inhalt des Gutachtens
In dem Gutachten werden mögliche Rechtsfolgen und weitere Konsequenzen dargelegt, wenn Staaten durch ihr Handeln oder Unterlassen der Umwelt erhebliche Schäden zugefügt haben. Dabei geht es insbesondere um Handlungen mit Folgen für Staaten, die aufgrund ihrer geografischen Gegebenheiten oder ihres Entwicklungsstandes besonders von den negativen Folgen des Klimawandels betroffen oder gefährdet sind. Ebenso werden diese Fragen im Hinblick auf Völker und Einzelpersonen aus jetzigen und zukünftigen Generationen, die von den Auswirkungen des Klimawandels besonders betroffen sind, erörtert.
Das Gutachten des IGH umfasst 133 Inhaltsseiten, zudem gibt es eine 28-seitige nicht-offizielle Zusammenfassung sowie auf weiteren Seiten ergänzende Einzelmeinungen (englisch: Separate Opions and Declarations).
Insbesondere stellte der Internationale Gerichtshof fest, dass der Klimawandel eine „universelle und ernstzunehmende Bedrohung“ für die Weltgemeinschaft darstelle. Aus dieser Bedrohung leitet der Gerichtshof ab, dass die Staaten dazu verpflichtet seien, das Voranschreiten des Klimawandels einzudämmen. Rechtlich verbindlich sei das im Pariser Klimaschutzabkommen festgehaltene 1,5-Grad-Ziel, zu dem sich die Staaten gemeinsam bekannt haben.
Im Kern ergeben sich für den IGH aus internationalen Klimaschutzverträgen wie der UN-Klimarahmenkonvention und dem Pariser Klimaübereinkommen Verpflichtungen für Staaten, Maßnahmen zu ergreifen, um ihre Treibhausgasemissionen zu reduzieren. Ebenso erwachsen aus bestehenden internationalen Menschenrechtsverträgen solche Verpflichtungen. Der IGH sieht das Recht auf eine saubere, gesunde und nachhaltige Umwelt als Menschenrecht an. Der Schutz der Umwelt ist als Grundvoraussetzung für die Ausübung der Menschenrechte zu bewerten. Wenn Staaten den in den Verträgen enthaltenen Pflichten nicht nachkommen, sind das Verstöße gegen Völkerrecht und sie müssen damit rechnen, zur Verantwortung gezogen zu werden. Wenn Staaten durch Verstöße gegen internationale Verträge oder Konventionen geschädigt werden, könnten sich daraus auch finanzielle Reparationsansprüche ableiten, die allerdings von Fall zu Fall geklärt werden müssten.
Der Vorsitzende Richter Yūji Iwasawa hielt bei der Verkündung des Gutachtens zudem fest, dass die reichen Industriestaaten für den Großteil der Treibhausgasemissionen verantwortlich seien und demnach eine Führungsrolle bei der Bewältigung des Klimaproblems einnehmen müssten.

## Rezeption
Obgleich Gutachten (englisch advisory opinions) des IGH nicht unmittelbar rechtlich bindend sind, werden gleichwohl mittelbare Auswirkungen auf die weitere Rechtsprechung und Politik erwartet. So könnten sich z.B nun weitere Gerichte auf die mit diesem Gutachten gesetzten Rechtsstandards berufen, was erfolgreiche Klimaklagen wahrscheinlicher macht.
UN-Generalsekretär António Guterres bezeichnete das Gutachten als "Sieg für unseren Planeten, für Klimagerechtigkeit und für die Kraft junger Menschen, etwas zu bewegen". Die Welt müsse nun entsprechend reagieren.
Mary Robinson, ehemalige UN-Hochkommissarin für Menschenrechte, erklärte das "höchste Gericht der Welt" habe mit dem Gutachten "ein mächtiges neues Instrument [geschaffen], um die Menschen vor den verheerenden Auswirkungen der Klimakrise zu schützen - und um Gerechtigkeit für den Schaden zu schaffen, den ihre Emissionen bereits verursacht haben".
Maximilian Probst sprach von einer historischen Entscheidung, die deutlich ausgefallen sei, wie kaum jemand erwartet habe. Er verwies darauf, dass das Gutachten von allen 15 Richtern einstimmig verfasst worden sei und festhalte, dass es "nicht nur politisch und moralisch geboten [sei], die Emissionen zu reduzieren und Anpassungsmaßnahmen zu finanzieren", sondern "eine völkerrechtliche sowie menschenrechtliche Verpflichtung." Der Vorsitzende Richter Yuji Iwasawa habe sowohl die Erschließung neuer Öl- und Gasquellen als eine womöglich "rechtswidrige Handlung" bezeichnet als auch Subventionen für fossile Energien. Alles zusammen habe der Internationale Gerichtshof in einem "Recht auf eine saubere, gesunde und nachhaltige Umwelt" in einem "stabilen Klimasystem" verankert. Insgesamt gehe es um existenzielles Recht, nämlich "das verletzliche Leben auf diesem Planeten zu schützen." Insgesamt habe der Gerichtshof allen Gegnern von Klimapolitik mitgegeben, von Klimawandelleugnern bis hin zu "radikalisierte[n] Konservative[n]", sie sollten auf die "beste verfügbare Forschung" schauen, die es zum Klimawandel und den Übergang in eine postfossile Welt gibt. Die Sachstandsberichte des Weltklimarates IPCC, die besagten, dass die Wende "von fossilen, hin zu erneuerbaren Energieträgern nicht nur notwendig ist, sondern auch praktikabel und ökonomisch sinnvoll".
Die österreichische Klimaanwältin Michaela Krömer nannte das Gutachten "bahnbrechend und "ein rechtliches Pendant zum IPCC-Bericht". Der Gerichtshof habe "unmissverständlich festgehalten", dass es eine Pflicht zum Klimaschutz gebe und sich diese aus "den Grund- und Menschenrechten" ableite. Dazu gehörten sowohl der Ausstieg aus fossilen Energien als auch die Abschaffung von fossilen Subventionen.
Kurt Stukenberg verglich das Gutachten mit dem Pariser Klimaschutzabkommen und schrieb, es könnte "zum Paris-Moment der Klima-Rechtsprechung" werden. Die Stellungnahme sei vor allem aus zwei Gründen "bemerkenswert": Erstens, weil der Internationale Gerichtshof, obwohl das Pariser Abkommen auf Freiwilligkeit beruhe, erstmals eine Pflicht zum Schutz des Klimas festgestellt habe. Und Zweitens, weil Staaten, "die diesem Sinne also völkerrechtswidrig handeln", weil sie der Pflicht zum Klimaschutz nicht nachkommen, zu einer Entschädigung verpflichtet werden könnten. Insgesamt sei das Gutachten "eine Ermahnung, dass Klimaschutz kein optionales programmatisches Angebot sein sollte, das je nach Stimmungslage in der Bevölkerung ausgeweitet oder eingeschränkt werden kann." Stattdessen müsse die vom IGH formulierte Klimaschutzpflicht "auf Staaten wie Deutschland, deren Regierung sich zum internationalen Recht bekennt, auch bei der Gesetzgebung Einfluss entfalten."